# Марис, Бернар
Берна́р Мари́с (фр. Bernard Maris; 23 сентября 1946, Тулуза, Франция — 7 января 2015, Париж) — французский экономист, журналист и писатель. Также известен под псевдонимом Онкль Берна́р — Дядя Бернар (Oncle Bernard), под которым он публиковал тексты в еженедельнике Charlie Hebdo. Погиб при террористическом акте в редакции журнала Charlie Hebdo 7 января 2015 года.

## Биография

### Учёба и преподавательская деятельность
В 1968 году окончил Тулузский институт политических исследований. В 1975 году защитил в университете Тулуза I докторскую диссертацию на тему «Личное распределение доходов: теоретический подход с точки зрения равновесного развития», вслед за чем получает по конкурсу в университете должность профессора.
Был преподавателем в Институте европейских исследований университета Париж VIII, читал курс по микроэкономике в Айовском университете и Центральном банке Перу.

### Журналистика
Бернар Марис писал статьи и публиковался в различных французских средствах массовой информации: Marianne, Le Nouvel Observateur, Le Figaro Magazine, Le Monde. Под псевдонимом «Дядя Бернар» он выступал экономическим хроникёром еженедельника Charlie Hebdo, в котором ему принадлежало чуть более 13 % собственности.
Вёл еженедельную передачу на радиостанции France Inter под названием «Я всё понял в экономике». Неоднократно принимал участие в различных программах и диспутах на экономические темы на французском телевидении.

### Политическая деятельность
В 2002 году в качестве кандидата участвовал в парламентских выборах по списку партии зелёных.
Бернар Марис был франкмасоном, инициированным в 2008 году ложей «Роже Лере», являющейся частью Великий восток Франции. Ложа «Роже Лере» считается очень политизированной и названа так в честь великого магистра Великого востока Франции, поддержавшего на президентских выборах 1981 года Франсуа Миттерана, победившего на этих выборах.

### Писатель
Бернар Марис опубликовал несколько романов, среди которых «Ребёнок, который хотел быть немым» (фр. L'enfant qui voulait être muet) был удостоен в 2003 году премии Леклерк (фр. Prix Leclerc) 2003.

### Частная жизнь
7 сентября 2007 года вторично женился — на журналистке Сильви Женевуа (погибла 20 сентября 2012 года). В дальнейшем сходится с журналисткой Элен Фреснель. Двое сыновей: Габриэль и Рафаэль Марис, 1975 и 1996 года рождения соответственно.
Погиб 7 января 2015 года во время террористического акта в редакции журнала Charlie Hebdo', 15 января урна с его прахом была погребена в капелле Нотр-Дам-де-Роквиль в Монжискаре, департамент Верхняя Гаронна.

## Работы по экономике
Бернар Марис был последователем Джона Мейнарда Кейнса, которому посвятил свою книгу «Кейнс, или экономист-гражданин» (фр. Keynes ou l'économiste citoyen). Марис — автор многочисленных популярных экономических книг, таких как «О, Боже! До чего прекрасна экономическая война!» (Ah Dieu ! Que la guerre économique est jolie !, 1998), «Открытое письмо экономическим гуру, принимающим нас за имбецилов» (Lettre ouverte aux gourous de l'économie qui nous prennent pour des imbéciles, 1999) и «Биржа или жизнь» (La Bourse ou la vie, 2000).
Он старался простым языком объяснять природу и происхождение экономики, показывая негативные аспекты, а также демонстрируя альтернативы, например: понятие бесплатности, экономики дара и встречного дара или безусловного основного дохода — понятия, которые он считает очень важными. Сторонник 32-часовой рабочей недели. Марис был сторонником открытого взаимодействия между различными науками (социологией, историей и т. д.) и культурой.
Первоначально был сторонником Маастрихтского договора, но в дальнейшем пришёл к выводу, что Франция должна покинуть зону евро. Будучи включённым в генеральный совет Банка Франции, выступал за бо́льшую финансовую независимость Франции от ЕС.

## Награды
- 1995 — «Экономист года» по версии журнала Le Nouvel Économiste[15].
- 2008 — «Антипремия Лысенко»[16].

### Экономика
- Éléments de politique économique : l’expérience française de 1945 à 1984, 1985
- Des économistes au-dessus de tout soupçon ou la grande mascarade des prédictions, 1990
- Les Sept Péchés capitaux des universitaires, 1991
- Jacques Delors, artiste et martyr, 1993 (ISBN 978-2226254559)
- Parlant pognon mon petit, 1994 (ISBN 978-2841460755)
- Ah Dieu ! que la guerre économique est jolie !, Albin Michel, 1998 (ISBN 2-226-09574-8, coécrit avec Philippe Labarde (ISBN 978-2702818008)
- Keynes ou l'économiste citoyen, 1999 (ISBN 978-2724610376)
- Lettre ouverte aux gourous de l'économie qui nous prennent pour des imbéciles, 1999 (ISBN 978-2020591065)
- La Bourse ou la vie — La grande manipulation des petits actionnaires, 2000, coécrit avec Philippe Labarde (ISBN 978-2253150930)
- Malheur aux vaincus : Ah, si les riches pouvaient rester entre riches, 2002 (ISBN 2-226-13146-9, coécrit avec Philippe Labarde
- Antimanuel d'économie : Tome 1, les fourmis, Bréal, 2003 (ISBN 2-7495-0078-8)
- Antimanuel d'économie : Tome 2, les cigales, Bréal, 2006 (ISBN 2-7495-0629-8)
- Gouverner par la peur, 2007 (ISBN 978-2-213-63287-2), avec Leyla Dakhli, Roger Sue, Georges Vigarello
- Petits principes de langue de bois économique, Bréal et Charlie Hebdo, 2008 (ISBN 9782749501499)
- Capitalisme et pulsion de mort, Albin Michel 2009 ISBN 2-226-18699-9, coécrit avec Gilles Dostaler
- Marx, ô Marx, pourquoi m’as-tu abandonné ? Éditions Les Échappés, 2010 (ISBN 978-2-35766-022-9)
- Plaidoyer (impossible) pour les socialistes, Albin Michel, 2012 ISBN 978-2226240200)

### Эссе
- Bernard Maris. L’Homme dans la guerre. Maurice Genevoix face à Ernst Jünger. — Éditions Grasset & Fasquelle, 2013. — ISBN 978-2-246-80338-6.
- Bernard Maris. Houellebecq économiste. — Flammarion, 2014. — ISBN 9782081296077.
- Bernard Maris. Et si on aimait la France. — Éditions Grasset & Fasquelle, 2015.

### Романы
- Pertinentes Questions morales et sexuelles dans le Dakota du Nord, Albin Michel, 1995
- L’Enfant qui voulait être muet, 2003
- Le Journal, 2005 (ISBN 2-226-15393-4)

## Фильмография
- 2008 : L’Encerclement de Richard Brouillette
- 2010 : Film Socialisme de Jean-Luc Godard
- 2015 : Oncle Bernard — L’anti-leçon d'économie de Richard Brouillette
- 2015 : В поисках Бернара Мариса / À la recherche de Bernard Maris, l’anti-économiste[17] (реж. Элен Фреснель / Hélène Fresnel, Элен Риссер / Hélène Risser)